# Para piel de manzana
... Para piel de manzana es el duodécimo disco LP grabado por el cantautor Joan Manuel Serrat en 1975 y editado por la compañía discográfica Ariola, con arreglos y dirección musical de Ricard Miralles. Todos los temas fueron compuestos por Joan Manuel Serrat, a excepción de Epitafio para Joaquín Pasos, poema del poeta nicaragüense Ernesto Cardenal.

## Canciones
| Pista | Título                                       | Autor                               | Tiempo |
| ----- | -------------------------------------------- | ----------------------------------- | ------ |
| 1     | Piel de manzana                              | Joan Manuel Serrat                  | 2:52   |
| 2     | El carrusel del furo                         | Joan Manuel Serrat                  | 3:32   |
| 3     | Conversando con la noche y con el viento     | Joan Manuel Serrat                  | 3:54   |
| 4     | A ese pájaro dorado...                       | Joan Manuel Serrat                  | 3:07   |
| 5     | Caminito de la obra (... historia por rumba) | Joan Manuel Serrat                  | 3:55   |
| 6     | La aristocracia del barrio                   | Joan Manuel Serrat                  | 5:05   |
| 7     | La casita blanca                             | Joan Manuel Serrat                  | 4:29   |
| 8     | Malasangre                                   | Joan Manuel Serrat                  | 5:33   |
| 9     | Epitafio para Joaquín Pasos                  | Ernesto Cardenal Joan Manuel Serrat | 2:57   |